# عبد العلي مزاري
عبد العلي مزاري (1946 - 1995) القائد السياسي الأسبق ومؤسس حزب الوحدة الأفغاني خلال وبعد الحرب الأفغانية - السوفييتية. مزاري كان من إثنية الهزارة، آمن بأن حل أفغانستان هو في نظام فدرالي يكون فيه لكل إثنية حقوق دستورية خاصة تمكنها من حكم وإدارة مناطقها. اغتيل مزاري على يد حركة طالبان عام 1995 بعد اختطافه مع مجموعة من أعضاء اللجنة المركزية في حزب الوحدة
منحه الرئيس الأفغاني أشرف غني عام 2016 لقب شهيد الوحدة الوطنية.

## انضر ايضا
- مهدي مجاهد

## راجع
1. ↑  "الجبهة المتحدة الإسلامية القومية لتحرير أفغانستان". www.aljazeera.net. مؤرشف من الأصل في 2020-9-29. اطلع عليه بتاريخ 2021-8-18. {{استشهاد ويب}}: |archive-date= / |archive-url= timestamp mismatch (مساعدة)
2. ↑  "معلومات عن عبد العلي مزاري على موقع viaf.org". viaf.org. مؤرشف من الأصل في 2021-05-05.
3. ↑  "معلومات عن عبد العلي مزاري على موقع id.loc.gov". id.loc.gov. مؤرشف من الأصل في 2021-05-15.
4. ↑  "معلومات عن عبد العلي مزاري على موقع id.worldcat.org". id.worldcat.org. مؤرشف من الأصل في 2019-09-09.
5. ↑  ʻAbd ʻAlī؛ Markaz-i Farhangī-i Nivīsandagān-i Afghānistān (1995). Iḥyā-yi huvyyat: majmūʻah-ʼi sukhanrānīha-yi shahīd-i maẓlūm ... Ustād ʻAbd ʻAlī Mazārī (rah) (بالفارسية). Tehran?: Sirāj. OCLC:37243327. مؤرشف من الأصل في 2021-7-13. {{استشهاد بكتاب}}: |archive-date= / |archive-url= timestamp mismatch (مساعدة)
6. ↑  vivianne.khawly. "الجهادية"-حصان-حرب-كرزاي-على-الرئيس "أفغانستان: الأحزاب "الجهادية" حصان حرب كرزاي على الرئيس". https://www.alaraby.co.uk/. مؤرشف من الأصل في 2021-08-18. اطلع عليه بتاريخ 2021-8-18. {{استشهاد ويب}}: روابط خارجية في |موقع= (مساعدة)
7. ↑  "Father of Hazara Nation - Abdul Ali Mazari". www.hazara.net. مؤرشف من الأصل في 2021-6-5. اطلع عليه بتاريخ 2021-8-18. {{استشهاد ويب}}: |archive-date= / |archive-url= timestamp mismatch (مساعدة)
8. ↑  "Ghani grants title of 'National Unity Martyr' to Abdul Ali Mazari". The Khaama Press News Agency (بالإنجليزية الأمريكية). 12 Mar 2016. Archived from the original on 2017-7-5. Retrieved 2021-8-18. {{استشهاد ويب}}: |archive-date= / |archive-url= timestamp mismatch (help)